# 1975 în jocuri video
Acest articol prezintă evenimente importante legate de jocuri video din anul 1975. Vezi și istoria jocurilor video.

## Evenimente
În 1975 au apărut jocuri noi ca Western Gun, Dungeon sau dnd.  Cel mai bine vândut joc arcade al anului a fost Speed Race al lui Taito, lansat ca Wheels și Wheels II în America de Nord.   

### Companii
Companii noi: Cinematronics, Enix